# Shinjuku Boys
Shinjuku Boys es una película de 1995 de Kim Longinotto y Jano Williams. Explora las vidas de tres hombres transgénero que trabajan en el New Marilyn Club en Tokio, Japón.

## Recepción
En 1995, Shinjuku Boys ganó el premio Mejor Documental en el Festival de Cine Gay y Lésbico de San Francisco, un Premio Hugo de Plata en el Festival Internacional de Cine de Chicago y el Premio de Oro en el Festival de Cine de Houston. La película recibió críticas positivas tras su lanzamiento en 2010 por Second Run DVD. En una reseña en DVDTalk, Chris Neilson elogió a los directores de cine, comentando que "A través del cine de cinéma vérité discreto, Longinotto y Williams brindan información sobre la vida profesional y personal del trío de onnabe [sic]". Sarah Cronin de Electric Sheep Magazine también señala que "a pesar de que es una película más cruda y anticuada, es la fuerza de las entrevistas en Shinjuku Boys lo que lo convierte en un documental aún más fascinante".